# Hamstasjön
Hamstasjön är en sjö i Timrå kommun i Medelpad och ingår i Indalsälven-Selångersåns kustområde. Sjön har en area på 0,176 kvadratkilometer och ligger 18,2 meter över havet. Sjön avvattnas av vattendraget Märlobäcken. Vid provfiske har bland annat abborre, braxen, gers och gädda fångats i sjön.

## Delavrinningsområde
Hamstasjön ingår i det delavrinningsområde (693032-157375) som SMHI kallar för Utloppet av Hamstasjön. Medelhöjden är 116 meter över havet och ytan är 18,5 kvadratkilometer. Det finns inga avrinningsområden uppströms utan avrinningsområdet är högsta punkten. Avrinningsområdets utflöde Märlobäcken mynnar i havet. Avrinningsområdet består mestadels av skog (68 procent) och jordbruk (11 procent). Avrinningsområdet har 0,72 kvadratkilometer vattenytor vilket ger det en sjöprocent på 3,9 procent. Bebyggelsen i området täcker en yta av 0,68 kvadratkilometer eller 4 procent av avrinningsområdet.

## Fisk
Vid provfiske har följande fisk fångats i sjön:
- Abborre
- Braxen
- Gärs
- Gädda
- Mört